# Krînîceanî, Dunaiivți
Krînîceanî (în ucraineană Криничани) este un sat în așezarea urbană Smotrîci din raionul Dunaiivți, regiunea Hmelnîțkîi, Ucraina.

## Demografie
Componența lingvistică a localității Krînîceanî
     Ucraineană (98,63%)
     Rusă (1,37%)
Conform recensământului din 2001, majoritatea populației localității Krînîceanî era vorbitoare de ucraineană (98,63%), existând în minoritate și vorbitori de rusă (1,37%).